# Kate Saunders (spécialiste du Tibet)
Pour les articles homonymes, voir Saunders.
Pour l'auteur anglais, actrice et journaliste, voir Kate Saunders.
Kate Saunders (née en 1964) est un auteur anglais, journaliste et spécialiste du Tibet. Ses articles ont été publiés dans des journaux et magazines à travers le monde, dont The Times, The Sunday Times, The Washington Post, et The Independent. Elle a une tribune dans The Sunday Guardian (en).

## Biographie
Au début des années 1990, Kate Saunders se rend en Inde pour travailler dans un sanctuaire de tigres et, durant ce séjour, elle rencontre des moines tibétains en exil dont l'histoire la décide à agir pour l'indépendance du Tibet à son retour en Angleterre. 
Elle est l'une des fondatrices du Laogai Research Group, UK et s'engage pour la libération de Harry Wu d'une prison chinoise à la fin des années 1990. 
Elle devient analyste pour le Tibet Information Network et est actuellement directrice de communication de l'association Campagne internationale pour le Tibet.
Elle intervient aussi à la radio, donnant des interviews sur Radio Australia Asia-Pacific, le BBC World Service et d'autres émissions de la BBC,,.
En 2006, après la fusillade du col de Nangpa La, bien qu'il soit difficile d'amener les gens à parler aux journalistes, elle a convaincu des témoins directs, Steve Lawes et Luis Benitez, lequel a accepté de rencontrer des réfugiés tibétains, ce qui le conduit à parler aux médias,.
Une de ses conférences, prévue sur la crise au Tibet au Club des correspondants étrangers de Hong Kong en 2009, est reportée après la demande du ministère des Affaires étrangères de la Chine déclarant être « fermement opposé à ce que des séparatistes tibétains viennent à Hong Kong pour des activités séparatistes »,.
Lors de deux procès sur le Tibet en Espagne, elle témoigne en tant qu'expert à la Cour nationale d'Espagne à Madrid, en avril 2009 et en décembre 2012,,,.
Kate Saunders intervient comme conseillère en tant que spécialiste du Tibet dans le documentaire de 2025 ITV Exposure, Inside China: The Battle for Tibet.

## Essai
- (en) Eighteen Layers of Hell: Stories from the Chinese Gulag, Cassell, 1996  (ISBN 0304332976)Préface de Harry Wu